# Мортон (Техас)
Мортон (англ. Morton) — город в США, расположенный в северо-западной части штата Техас, административный центр округа Кокран. По данным переписи за 2010 год число жителей составляло 2006 человек, по оценке Бюро переписи США в 2016 году в городе проживало 1845 человек.

## История
Земля, принадлежавшая известному скотоводу Кристоферу Слотеру, после его смерти была распределена между акционерами его компании. Старшая дочь Слотера немедленно начала колонизацию полученной земли. В 1921 году она наняла управляющего Мортона Смита, который в 1922 году основал город и назвал его своим именем. 6 мая 1924 года Мортон победил на выборах административного центра округа Кокран город Лайгон, основанный остальными членами семьи Слотеров. В 1924 году был открыт почтовый офис, который располагался в магазине. В 1928 году было построено первое здание, в котором проводились церковные службы различных конфессий.
В 1933 году Мортон получил устав, началось формирование органов местного самоуправления. Первым мэром города стал Генри Кокс. В 1941 году в Мортон из Литлфилда был переведён отряд Гражданского корпуса охраны окружающей среды, занявшийся борьбой с эрозией почвы из-за ветра и воды. Несмотря на то, что железная дорога South Plains and Santa Fe Railway и крупные автомагистрали прошли мимо города, Мортон остался центром округа. Основными источниками доходов в округе являются выращивание хлопка и зерновых, скотоводство. Мортон является финансовым центром и центром снабжения. Также в городе развито производство упаковки мяса, переработки газа и серы.

## География
Мортон находится в центральной части округа, его координаты: 33°43′29″ с. ш. 102°45′33″ з. д..
Согласно данным бюро переписи США, площадь города составляет около 3,9 км2, полностью занятых сушей.

### Климат
| Показатель                    | Янв.  | Фев.  | Март  | Апр. | Май  | Июнь | Июль | Авг. | Сен. | Окт. | Нояб. | Дек.  |
| ----------------------------- | ----- | ----- | ----- | ---- | ---- | ---- | ---- | ---- | ---- | ---- | ----- | ----- |
| Абсолютный максимум, °C       | 27,8  | 29,4  | 33,3  | 36,7 | 41,7 | 43,3 | 41,7 | 40,6 | 38,9 | 37,2 | 30    | 26,7  |
| Средний суточный максимум, °C | 12    | 14    | 19    | 23   | 28   | 32   | 33   | 32   | 28   | 23   | 17    | 12    |
| Средний суточный минимум, °C  | −5    | −3    | 1     | 5    | 11   | 16   | 18   | 17   | 13   | 7    | 1     | −4    |
| Абсолютный минимум, °C        | −24,4 | −17,8 | −13,9 | −6,1 | −1,7 | 4,4  | 11,1 | 9,4  | 0    | −8,9 | −15   | −21,1 |
| Норма осадков, мм             | 12,7  | 14,7  | 16,3  | 22,6 | 48,8 | 64   | 66,3 | 75,4 | 67,6 | 41,7 | 20,1  | 15,7  |
| Источник: intellicast.com     |       |       |       |      |      |      |      |      |      |      |       |       |

## Население
Согласно переписи населения 2010 года в городе проживало 2006 человек, было 717 домохозяйств и 522 семьи. Расовый состав города: 70,3 % — белые, 4,6 % — афроамериканцы, 1,2 % — 
коренные жители США, 0,2 % — азиаты, 0,1 % (3 человека) — жители Гавайев или Океании, 21,2 % — другие расы, 2,2 % — две и более расы. Число испаноязычных жителей любых рас составило 61,1 %.
Из 717 домохозяйств, в 40,6 % живут дети младше 18 лет. 51,7 % домохозяйств представляли собой совместно проживающие супружеские пары (21,8 % с детьми младше 18 лет), в 15,3 % домохозяйств женщины проживали без мужей, в 5,7 % домохозяйств мужчины проживали без жён, 27,2 % домохозяйств не являлись семьями. В 24,4 % домохозяйств проживал только один человек, 11,3 % составляли одинокие пожилые люди (старше 65 лет). Средний размер домохозяйства составлял 2,79 человека. Средний размер семьи — 3,33 человека.
Население города по возрастному диапазону распределилось следующим образом: 33,6 % — жители младше 20 лет, 23,3 % находятся в возрасте от 20 до 39, 28,9 % — от 40 до 64, 14,1 % — 65 лет и старше. Средний возраст составляет 33 года.
Согласно данным опросов пяти лет с 2012 по 2016 годы, средний доход домохозяйства в Мортоне составляет 36 771 доллар США в год, средний доход семьи — 41 989 долларов. Доход на душу населения в городе составляет 17 077 
долларов. Около 21 % семей и 22,3 % населения находятся за чертой бедности. В том числе 27,8 % в возрасте до 18 лет и 14,9 % в возрасте 65 и старше.

## Местное управление
Управление городом осуществляется мэром и городским советом, состоящим из четырёх человек, один из которых назначается заместителем мэра.
Другими важными должностями, на которые происходит наём сотрудников, являются:
- Городской секретарь
- Городской юрист
- Шеф пожарной охраны

## Инфраструктура и транспорт
Основными автомагистралями, проходящими через Мортон, являются:
- автомагистраль 114 штата Техас идёт с юго-востока от Левелленда на запад к границе с Нью-Мексико.
- автомагистраль 214 штата Техас идёт с севера от Мьюлшу на юг к Плейнс.

В городе располагается аэропорт округа Кокран. Аэропорт располагает двумя взлётно-посадочными полосами длиной 826 и 541 метров соответственно. Ближайшим аэропортом, выполняющим коммерческие рейсы, является Международный аэропорт Престона Смита в Лаббоке. Аэропорт находится примерно в 100 километрах к востоку от Мортона.

## Образование
Город обслуживается независимым школьным округом Мортон.